# Синчівка сірощока
Синчі́вка сірощока (Mixornis flavicollis) — вид горобцеподібних птахів родини тимелієвих (Timaliidae). Ендемік Індонезії.

## Опис

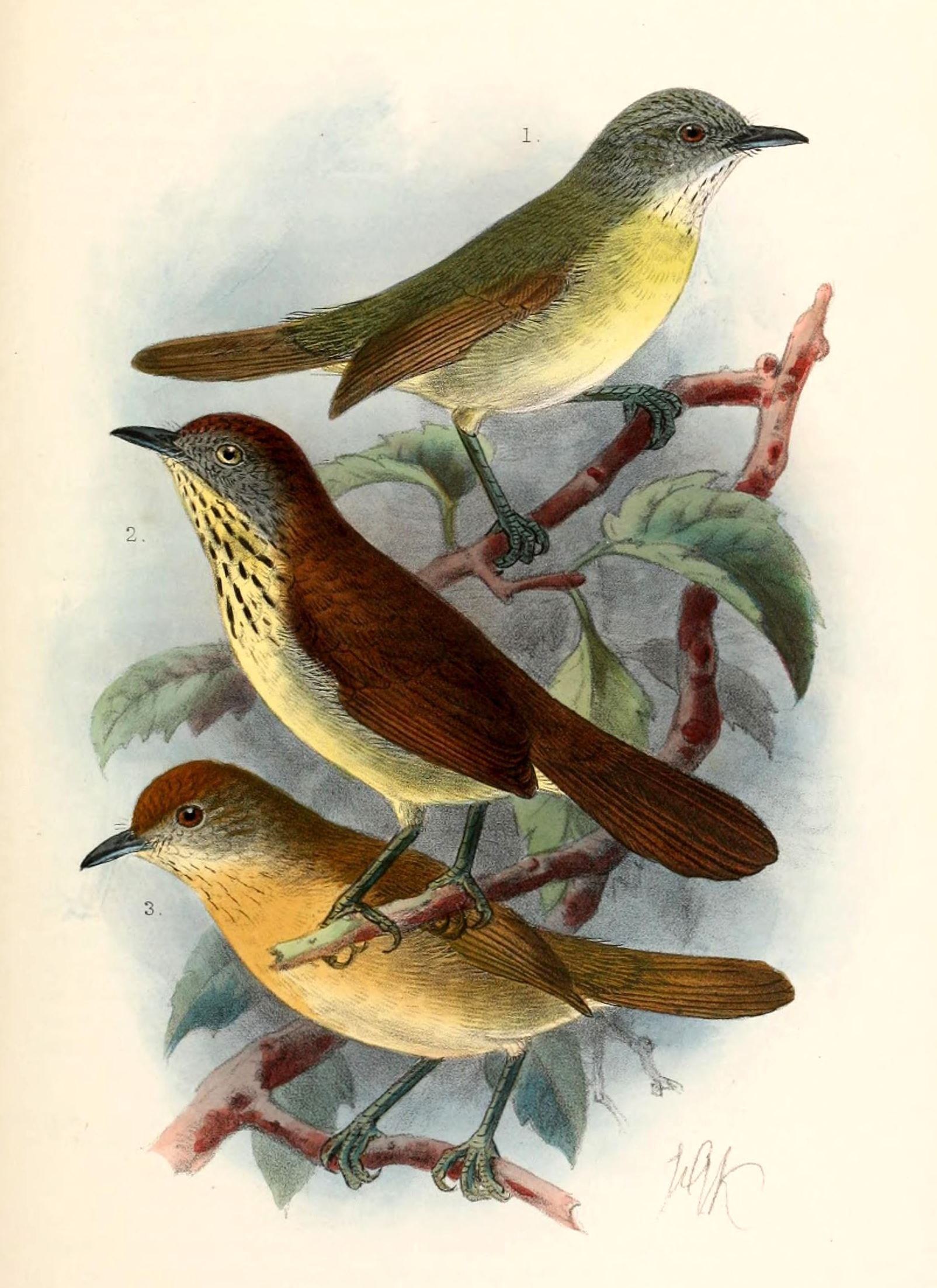
Сірощокі синчівки (підвид M. f. prillwitzi зверху і підвид M. f. flavicollis знизу)

Довжина птаха становить 13-14 см. Верхня частина тіла охристо-коричнева, тім'я руде. Груди світло-рудувато-бежеві. Обличчя сіре. Очі світло-жовті, дзьоб чорний. У представників підвиду M. f. prillwitzi голова сірувата, верхня частина тіла оливково-зелена, груди світло-жовтуваті.

## Підвиди
Виділяють два підвиди:
- M. f. flavicollis Bonaparte, 1850 — Ява;
- M. f. prillwitzi Hartert, E, 1901 — острови Канґеан[en].

Представники підвиду M. f. prillwitzi деякі дослідники вважають окремим видом Mixornis prillwitzi.

## Поширення і екологія
Сірощокі синчівки живуть у вологих тропічних лісах. Зустрічаються невеликими зграйками. Живляться переважно комахами. Сезон розмноження на заході Яви триває з лютого по квітень. Гніздо кулеподібне. В кладці 2 яйця. Сірощокі синчівки іноді стають жертвами гніздового паразитизму азійської зозулі-дронго.